# ناوهيرو تامورا
ناوهيرو تامورا (باليابانية: 田村 直弘) (3 يوليو 1978 في توكوشيما في اليابان – )؛ هو لاعب كرة قدم ياباني سابق كان يلعب كمهاجم.

## روابط خارجية
- ناوهيرو تامورا على موقع رابطة كرة القدم اليابانية للمحترفين (اليابانية)